# Grote nachtpauwoog
De grote nachtpauwoog (Saturnia pyri) is een nachtvlinder uit de familie Saturniidae (nachtpauwogen).
Het verspreidingsgebied beslaat het gematigde deel van Europa, Noord-Afrika en Klein-Azië. In Nederland en België wordt de vlinder alleen als dwaalgast waargenomen.
De spanwijdte varieert tussen de 105 en 160 millimeter en daarmee is het de grootste nachtvlinder van Europa.
De waardplanten komen uit de geslachten Malus, Pyrus, Prunus en Fraxinus. De vliegtijd is van april tot in juni.